# Herbert Pott
Herbert Pott (* 15. Januar 1883 in Richmond; † 9. Mai 1953 in Saanich, Kanada) war ein britischer Wasserspringer. 
Pott nahm 1908 und 1912 an den Olympischen Sommerspielen teil. 1908 erreichte er im Kunstspringen das Halbfinale und schied hier als Drittplatzierter aus. 1912 erreichte er das Finale im Kunstspringen und belegte insgesamt den sechsten Rang.